# Artistry Music
Artistry Music (voorheen ARTizen Music Group) is een Amerikaans platenlabel voor smooth jazz. Het werd opgericht door jazztrompettist Rick Braun en saxofonist Richard Elliot. Op het label brachten zij niet alleen hun eigen werk uit, maar kwamen ook platen uit van onder meer Brian Bromberg, Steve Cole, Jackiem Joyner en Rahsaan Patterson. In september 2008 kwam het label in handen van Mack Avenue Records.